# ルーマニア鉄道

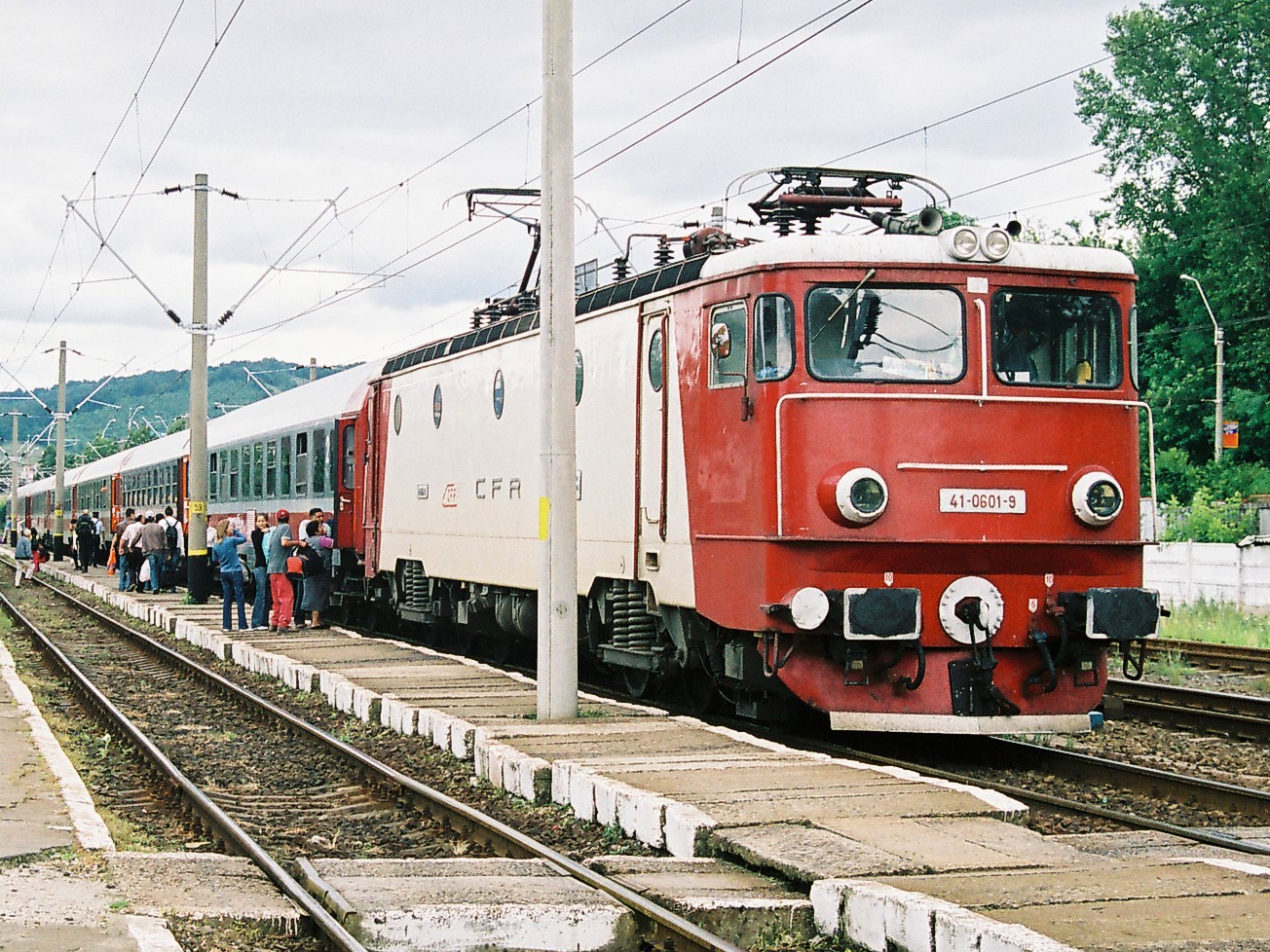
ルーマニア鉄道のインターシティ

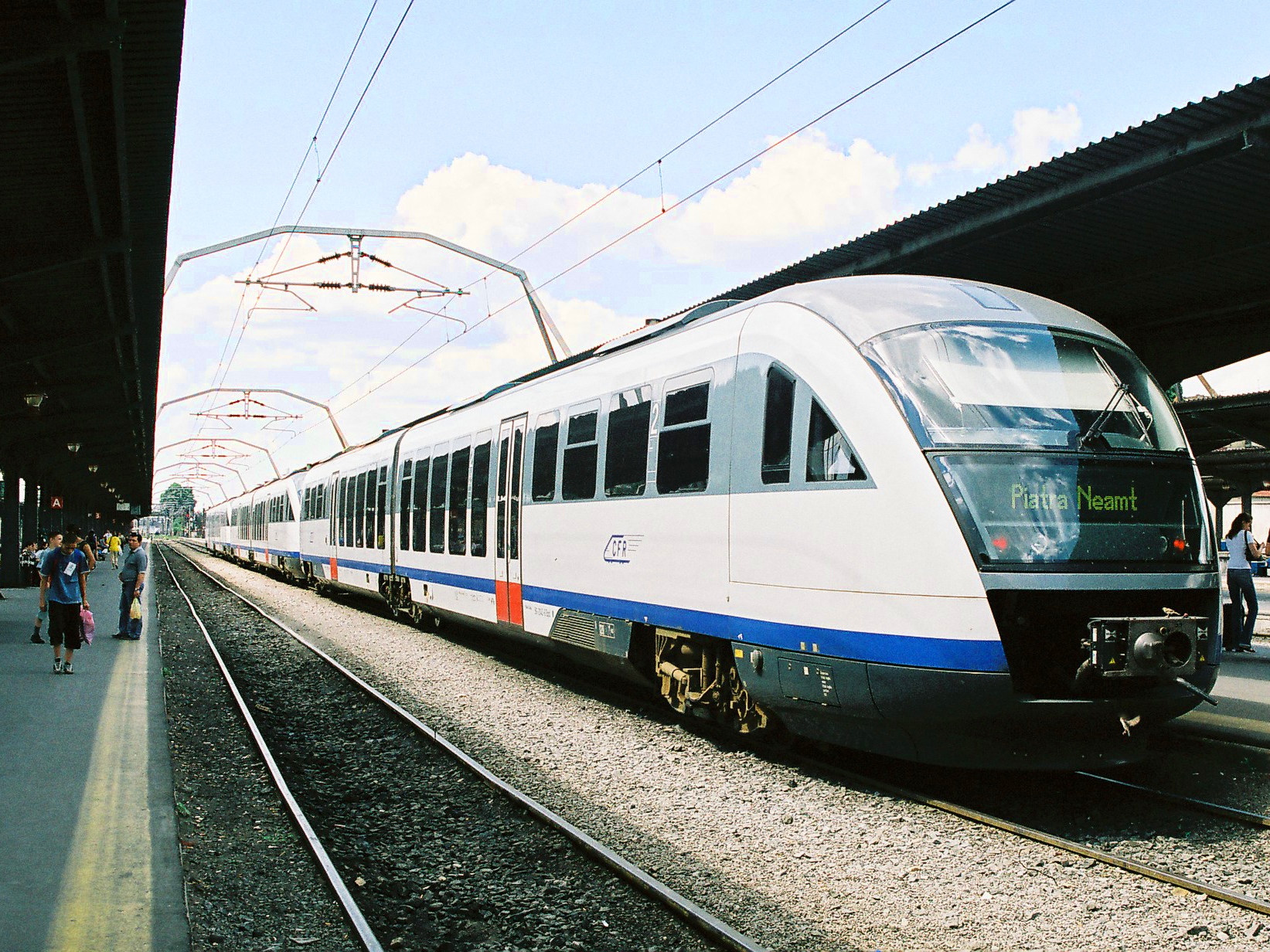
刷新の象徴でもあるデジロ

ルーマニア鉄道（Societatea Națională (”Căile Ferate Române”：カイレ・フェラテ・ロムーネ)）はルーマニアの国営鉄道会社である。通称CFR（チェフレ）と呼ばれ、路線網は11,380km有しそのうち3,971kmは電化区間となっている。総距離は22,247kmとなりそのうち8,585kmは電化されている。ルーマニア国内の重要な路線網となっているだけでなく、欧州域内のネットワークの一端も担っており旅客、貨物輸送が行われている。CFRの営業開始は1880年からで、ルーマニアの領域に初めて鉄道が敷かれたのは1854年である。CFRは4つの企業体に分けられている。
- CFR旅客会社（CFR Călători）：旅客列車の運行事業
- CFR貨物会社（CFR Marfă）：貨物列車の運行事業
- CFRインフラストラクチャー会社（CFR Infrastructură）：ルーマニア鉄道のインフラ管理事業
- 観光鉄道会社（Societatea Feroviară de Turism、略称：SFT）：観光鉄道の運行事業

ルーマニア鉄道は本社が首都ブカレストに置かれ、ブカレスト、ブラショフ、クルージュ＝ナポカ、コンスタンツァ、ガラツィ、ヤシ、ティミショアラの各主要都市に地方組織が置かれている。国際鉄道連合のUIC番号は53となっている。

## 歴史

### 19世紀のルーマニアの鉄道
現在のルーマニアでの領域で初めて鉄道が開業したのは、1854年8月20日でバナトのオラヴィツァ(Oravița)とドナウ川の河港であるバジアーシュ(Baziaș)である。この路線は全長62.5kmで専ら石炭の輸送に使われていた。1855年1月12日から帝立王立オーストリア国鉄(k.k. österreichische Staatsbahnen)が運営を開始した。当時、バナトはオーストリア帝国の統治下にあった。その後、いくつかの改良を経て1856年11月1日より旅客輸送が開始されている。1864年から1880年にかけてルーマニア王国の領域ではいくつかの鉄道が建設されている。1865年9月1日に英国企業であるJohn Trevor-Barkleyがブカレスト／ジュルジュ間の路線の建設を開始した。ルーマニア王国の委託により1869年8月26日に開業した。ブカレスト、ジュルジュ間の鉄道は当時のルーマニアの領域に敷かれた最初に敷かれた鉄道である。1854年に開業したオラヴィツァ、バジアーシュ間の鉄道はその当時、オーストリア＝ハンガリー帝国の領域であったが、現在はルーマニア領である。1866年、ルーマニアの議会はルーマニア南部のヴルチョローヴァ(Vârciorova)から北へ向かいピテシュティ、ブカレスト、ブザウ(Buzău)、ブライラ、ガラツィ、テクチに至る915kmの鉄道建設を可決した。これらの都市は人口が集積する主要都市である。建設費は当時の金額で1km当たり27万ゴールドフラン（en:Gold franc）で、ドイツ・シュトラウスベルク企業体と契約している。この路線は何期かに分け開業しており、最初の区間であるピテシュティ-ブカレスト-ガラツィ-ローマンは1872年9月13日に開業し、ヴルチョローヴァ-ピテシュティの区間は1878年5月9日に開業している。ヴルチョローヴァ-ローマン間の路線は旅客、貨物両方にとってワラキアとモラビアの主要な都市を結び付けることからルーマニアの鉄道インフラでは重要な区間である。1868年9月10日にブカレスト北駅(Gara de Nord)が完成する。1880年、ルーマニア議会はヴルチョローヴァ-ローマン間の所有権をドイツ・シュトラウスベルク企業体の私営から国営鉄道のCFRへの所有権の移譲が可決されこの時、今日まで存続しているCFRが発足する。最初のCFRはLords Kalinderu、Stătescu、Falcoianuによって発足した。1868年5月、ルーマニア政府は他のドイツの企業体であるオッフェンハイム企業体にモラビアのいくつかの短距離の鉄道建設の合意を固める。この路線は224kmでローマン/スチャヴァ、パシュカニ/ヤシ、ヴェレーシュティ(Verești)/ボトシャニである。1870年、ヤシ駅が開業し建設が行われていた路線も1869年12月から1871年11月にかけて順次開業している。オッフェンハイム企業体の貧弱な運営により1889年1月にCFRの運営に変わった。1889年、ルーマニア王国の国営鉄道は総延長1,377kmに達した。

### 20世紀初期
1918年、歴史的な地域であるトランシルヴァニア、バナト、ベッサラビア、ブコビナがルーマニア王国によって大ルーマニアの版図の下にあった。その結果、オーストリア＝ハンガリー帝国やロシア帝国の支配下にあった鉄道の所有権もCFRの下に移った。これらの変化により、オーストリア＝ハンガリー領にあったアラドの車両製作所や製鉄工場は重要な意味を持つようになりCFRで使われる幅広い車種や機関車の製造が行われた。
この間、様々な区間で輸送量の増加から複線化が行われている。最初に複線化が行われたのはブカレスト-プロイェシュティ-クンピーナ(Câmpina)間の路線で1912年に完成している。戦間期、他の路線でも複線化が進められた。
- コンスタンツァ–チェルナヴォダ(1931)
- アジュード(Adjud)–テクチ (1933)
- テェイウーシュ（Teiuş)–アパヒーダ（Apahida） (1940)
- クンピーナ–ブラショフ (1941)
- ブザウ–マラシェシュティ（Mărășești） (1942)

1920年代、1930年代を通じてCFRは新たな機関車を購入し幅広く近代化に投資を行っており、ディーゼル機関車の導入や気動車の導入なども行われた。一方で1933年にはルーマニアの鉄道史に残る大きな出来事として労働条件の悪化などからブカレストのグリヴィーツァ（Grivița）で鉄道労働者のストライキが発生し警官隊との間で衝突が発生した。

### 共産主義時代
第二次世界大戦後の1947年にルーマニアは共産主義の共和国となり荒廃した鉄道インフラには他のインフラに比して多くの投資が行われた。鉄道は共産主義のルーマニアのリーダーであるゲオルゲ・ゲオルギュ＝デジや後の独裁者であるニコラエ・チャウシェスクの下で進められた急速な工業化のシンボルであった。それによって、輸送量は増え新たに様々な新路線の建設が特に地方で行われ電化や複線化が共産主義時代には進められた。ルーマニア初の電化路線はブカレスト-ブラショフ間で1959年に着工され最初の区間であるブラショフ、プレデアル(Predeal)間が1965年12月9日に開業し、1966年4月20日にはプレデアルからさらに延伸されクンピーナまで開業する。全体の完成は1969年2月16日で電化方式は交流25kV50Hzである。
- 電化複線化路線

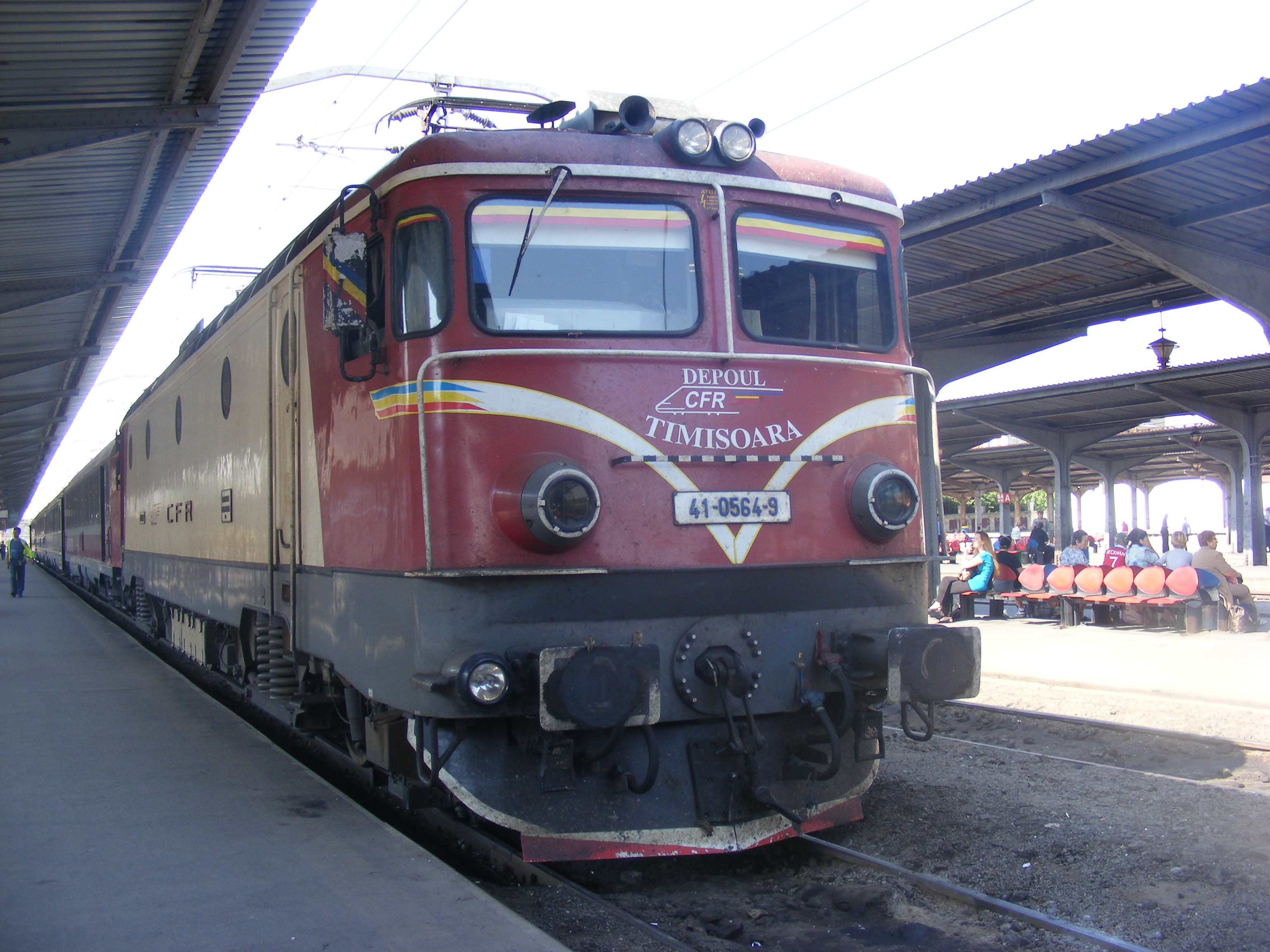
Electroputere社がASEAライセンスで生産する電気機関車

  - ファウレイ(Făurei)–ガラツィ (1971)
  - ブカレスト–ロシオリイ・デ・ヴェデ–クライオヴァ (1972)
  - キティラ（Chitila）–ゴレシュティ（Golești） (1972)
  - ブラショフ–Câmpul Libertății (1974)
  - アジュード(Adjud)–スチャヴァ (1975)

1970年代中頃、蒸気機関車は主役の座から完全に追われ代わって電気機関車やディーゼル機関車が標準となっていった。ルーマニアではそのほとんどの機関車がアラドのアストラ工場で製造されている。

### 1989年以後
ルーマニア革命以後、共産主義政権が崩壊するまで欧州の鉄道網の中でも高い輸送密度を誇っていたが、同時にインフラは古くなっていた。市場経済への移行による経済の低迷も相まって、1990年代CFRの輸送量は減少期に入っている。輸送量が少ない地方路線は廃止され、1970年代に導入された車両は修繕が行えず荒廃していきCFRは国外、国内問わず貧弱なサービスと管理体制の無秩序さを印象付けてしまっていた。このような状態は1998年まで続いていた。ルーマニア国鉄(Societatea Naţională a Căilor Ferate Române)は1998年に5つの独立した企業体Compania Națională de Căi Ferate "CFR" SA (National Railway Company "CFR" - インフラ関連), CFR Călători (CFR Passenger Services - 旅客列車の運営), CFR Marfă (貨物列車の運営), CFR Gevaro (食堂車などのサービス関連) 、SAAF (車両の管理)に分割された。分割によりルーマニアの鉄道は2000年代には経済の回復もあり改善され、ルーマニア政府の投資もあり周辺国の中では鉄道運営で再びもっとも成功したものと考えられている。1989年以降、いくつもの支線が廃止され特に産業目的の狭軌路線がその対象となっていた。これらの路線では私営の路線バスとの競争や旅客数の少なさが原因となっている。トゥルダ/アブルド(Abrud)間の路線は自家用車やバスとの時間的な競争においては全く勝負にならず93kmの距離を6時間半も要していた。(CFR時刻表1988年、table 309)他の支線でも廃止が相次ぎ特にティミシュ県では老朽化が進んだ線区や閑散路線、2005年の大洪水の被害を受けた線区で廃止が進んでいる。1,000 - 1,500kmの路線はCFRの運営から切り離され地方では1990年来ほとんど廃止されている。しかしながら、実際には他の旧共産圏の国であったハンガリーや旧東ドイツ地域に比べるとあまり思い切ってはおらず私鉄により運行が継続されている路線もある。いくつかの標準軌の路線は実際再開され、狭軌路線の中でもSFT(CFR's の観光鉄道部門)により観光用に再開された路線もある。すべての森林鉄道は1989年以後も運行が継続され民営化や林業会社に売却されている。2000年現在、47,560人あまりがCFRに雇用されていた。2010年7月、25,382人が 現在運営されている企業体から削減された。

### 施設・サービスの現代化
2000年代初め、CFRは国内外に印象付けられていた貧弱なサービスや老朽化した車両の改善を行うため幅広い投資に着手した。最初の取り組みとして、急行(Rapid)やインターシティの大部分の車両が一新されることになりインターシティのネットワークも拡大された。戦略的な成長策としてインターシティの路線網の拡大を行う中、2003年新たにシーメンス製の車両デジロが導入され一部はアラドで組み立てられている。「青い矢」"Săgeata Albastră"の愛称が付き、準急(Accelerat)や急行(Rapid)、インターシティなどの中距離列車に使われている。デジロはCFRの現代化の象徴とされているが、本来デジロは短距離の近郊列車に使用される気動車、電車編成であり、ルーマニアで使用されている気動車編成はそれを幹線鉄道の急行に使用していることから固い座席や遅い速度、防音対策の不足から批判されていた。CFRではこれらの批判に応え、2004年から導入した新しいデジロでは防音対策の改善、110座席の代わりに広い間隔を備えた70座席の車両に改善した。CFRでは中距離の列車ではデジロの使用を継続しているが、いくつかの長距離路線では他の更新車両を現在では使用している。デジロの導入に平行して80両の中古の寝台車(WLABmee 型)、クシェット(開放型寝台)、インターシティ用、準急や急行に使用する大量輸送用の2階建て車両などの客車を購入している。新しいCFRの寝台車の一部は現在、欧州でももっともモダンな物の一つとして各個室にエアコンや液晶画面、シャワー等を備えた車両もある。機関車の一部もまた60型、61型の導入等広く更新が図られている。現代化計画の中で、XSELLシステムによりルーマニアでは広く乗車券類発行の電算化が行われた。XSELLは2004年11月にブカレスト北駅に導入され、現在ではルーマニアの主要都市の大規模駅に導入されている。2003年にルーマニアの携帯電話会社Connex GSM Romania、現在のボーダフォンによってCFRによる時刻検索や予約システムが提供され、現在24時間Connex の顧客は652の三桁の番号にかければ列車の予約をしたり、運行状況を知ることが出来る。他の会社も2004年から同様のサービスを合意している。
CFR全ての列車での禁煙は2006年9月1日から施行された。CFRのサービス改善は継続され、現在では周辺国に比べても最高の状態にあると考えられているが一部ではCFRは利益の面でまだ至っていないことや財政面でインフラの近代化が進んでいないと考えている。とくに現在のルーマニア政府は高価な鉄道整備に比べ道路整備に熱心である。CFRではブカレスト/コンスタンツァ線の改良を行うための大きなインフラプロジェクトが2006年4月より開始され2008年頃に140km/hから200km/hへの速度向上と線路容量の増加が2008年中頃に完成している。

### 一部民営化
鉄道旅客輸送は国の独占ではないが、現在でもルーマニア全国レベルでの輸送はCFRが唯一の運営者となっている。しかしながら、1998年以来CFRは10%の路線を民間事業者に手放している。主要な運営者は S.C. Regional S.R.L., S.C. Transferoviar Grup S.A., S.C. Regiotrans S.R.L., S.C. Servtransinvest S.A.などで 現在、かなりの路線で運行されている。<http://tren.transira.ro/>これらの鉄道事業者が運行している路線ではそれぞれの事業者の事実上独占使用でCFRの乗り入れは許されていないため、相互運用が不可な路線(inii neinteroperabilehese)として知られている。Petromidia and Servtransを含む28の事業者は自ら所有する車両によって幹線で貨物輸送を行う権利をCFRから受けている。2005年、一部の事業者は規約違反などからCFRにその権利が戻された。また同年、CFRの貨物部門CFR Marfăの民営化が発表された(Privatizarea CFR Marfă参照)。

## ネットワーク
現在、CFRは国内において以下の民間鉄道会社と連携強化を行なっている。
- フェロビアル・ロマン・グループ（英語版）(Grup Feroviar Român)
- レジオトランス（英語版）(Regiotrans)
- ソフトランス（ルーマニア語版）(Softrans)
- トランス・フェロビアル・グループ（英語版）(Transferoviar Grup)
- ユニフェル・トランス（ルーマニア語版）(Unifertrans)